# Kdo se ptá?
Kdo se ptá? je česká televizní soutěž, kterou vysílala televize Prima od června do srpna 2024. První čtyři díly byly odvysílány od 20.15, od 5. epizody byl pořad vysílán od 22.00. Moderátorem je Martin Dejdar.

## Přehled řad
| Řada | Díly | Premiéra        | Premiéra       |
| Řada | Díly | První díl       | Poslední díl   |
| ---- | ---- | --------------- | -------------- |
| 1    | 10   | 21. června 2024 | 23. srpna 2024 |

## Seznam dílů

### První řada (2024)
| Č. v pořadu | Č. v řadě | Dvojice č. 1                        | Dvojice č. 2                                | Vítěz        | Premiéra v ČR     | Sledovanost |
| ----------- | --------- | ----------------------------------- | ------------------------------------------- | ------------ | ----------------- | ----------- |
| 1           | 1         | Jakub Kohák Iva Pazderková          | Roman Tomeš Michaela Tomešová               | Dvojice č. 1 | 21. června 2024   | 319 000     |
| 2           | 2         | Šimon Bilina Michaela Pecháčková    | Jan Fanta Ivana Jirešová                    | Dvojice č. 2 | 28. června 2024   | 246 000     |
| 3           | 3         | Olga Lounová Elis Mraz              | Vojtěch Drahokoupil Michal Holán            | Dvojice č. 1 | 5. července 2024  | ?           |
| 4           | 4         | Aleš Háma Daniela Písařovicová      | Petr Vacek Veronika Čermák Macková          | Dvojice č. 1 | 12. července 2024 | 166 000     |
| 5           | 5         | Adéla Gondíková Ondřej Urban        | Martina Preissová Filip Kaňkovský           | Dvojice č. 1 | 19. července 2024 | 163 000     |
| 6           | 6         | Michal Suchánek Berenika Suchánková | Matěj Dejdar Sára Dejdarová                 | Dvojice č. 1 | 26. července 2024 | ?           |
| 7           | 7         | Milan Peroutka Veronika Žilková     | Tomáš Matonoha Pavla Dostálová              | Dvojice č. 1 | 2. srpna 2024     | ?           |
| 8           | 8         | Pavel Nečas David Suchařípa         | Ondřej Bauer Jakub Žáček                    | Dvojice č. 2 | 9. srpna 2024     | ?           |
| 9           | 9         | Jan Čenský Eva Leimbergerová        | Václav Kopta Simona Vrbická                 | Dvojice č. 2 | 16. srpna 2024    | ?           |
| 10          | 10        | Igor Bareš Kristýna Frejová         | Kristýna Badinková Nováková Monika Zoubková | Dvojice č. 1 | 23. srpna 2024    | ?           |